# Kanton Le Tampon-2
Kanton Le Tampon-2 (francouzsky Canton du Tampon-2) je francouzský kanton v departementu Réunion v regionu Réunion. Tvoří ho pouze část města Le Tampon.